# Сесе сир Тиј
Сесе сир Тиј (фр. Cessey-sur-Tille) насеље је и општина у источном делу централне Француске у региону Бургоња, у департману Златна обала која припада префектури Дижон.
По подацима из 2011. године у општини је живело 602 становника, а густина насељености је износила 52,17 становника/km². Општина се простире на површини од 11,54 km². Налази се на средњој надморској висини од 205 метара (максималној 229 m, а минималној 201 m).

## Демографија
| 1962. | 1968. | 1975. | 1982. | 1990. | 1999. | 2011. |
| ----- | ----- | ----- | ----- | ----- | ----- | ----- |
| 291   | 314   | 347   | 379   | 402   | 451   | 602   |

График промене броја становника у току последњих година